# Eustomias teuthidopsis
Eustomias teuthidopsis es una especie de pez de la familia Stomiidae en el orden de los Stomiiformes.

## Morfología
• Los machos pueden llegar alcanzar los 19,1 cm de longitud total.

## Hábitat
Es un pez de mar y de aguas  tropicales que vive hasta 171 m de profundidad

## Distribución geográfica
Se encuentra cerca de las Islas Cook.